# Karabin maszynowy wz. 30
Ciężki karabin maszynowy wz. 30 (ckm wz. 30) – polski ciężki karabin maszynowy z czasów dwudziestolecia międzywojennego. Stanowi bezlicencyjną modyfikację amerykańskiego Browninga M1917.
Ckm wz. 30 był podstawowym ciężkim karabinem maszynowym Wojska Polskiego w latach 30. XX wieku. Działał na zasadzie wykorzystania krótkiego odrzutu lufy, chłodzony był wodą, strzelał przepisową amunicją karabinową WP – 7,9 mm Mauser. Oprócz Wojska Polskiego ckm-y wz. 30 wykorzystywano w Hiszpanii, gdzie wyeksportowano ponad 1700 egzemplarzy tej broni. Po klęsce kampanii wrześniowej pewną liczbę karabinów zdobyli też Niemcy, którzy wykorzystywali je potem w jednostkach tyłowych oraz w walkach z partyzantami.

## Historia

### Próba ujednolicenia broni maszynowej w Wojsku Polskim i ckm wz. 25
Po zakończeniu I wojny światowej Wojsko Polskie dysponowało wieloma modelami ciężkich karabinów maszynowych. Po zakończeniu walk o granice, trwających w latach 1918–1921, przystąpiono do ujednolicania broni strzeleckiej znajdującej się na wyposażeniu Wojska Polskiego.
W roku 1921 Rada Ambasadorów zdecydowała o przyznaniu Polsce znajdującej się w Gdańsku poniemieckiej fabryki broni Königliche Gewehrfabrik. Taki obrót sprawy spowodował, iż zdecydowano, że przepisowym karabinem Wojska Polskiego będzie Mauser wz. 98, a w konsekwencji podstawowym nabojem karabinowym nabój 7,92 mm Mauser.
Takie posunięcie spowodowało problem z bronią maszynową. Jedynym ciężkim karabinem maszynowym wykorzystującym tę amunicję był niemiecki Maxim wz. 08. Jednakże posiadane przez Polskę karabiny tego typu były już mocno zużyte, zaś zakup nowych był niemożliwy z tego powodu, że zakazano Niemcom ich produkcji. Pozostałe karabiny maszynowe znajdujące się w znacznych ilościach na wyposażeniu Wojska Polskiego (Schwarzlose wz. 07/15, Maxim wz. 10, Vickers wz. 09 oraz Hotchkiss wz. 14) strzelały inną amunicją. Przystosować do amunicji niemieckiej można było tylko rosyjskie Maximy wz. 10, co zresztą uczyniono, tworząc ckm Maxim wz. 10/28. Pozostałe należało wycofać i zastąpić nową konstrukcją.
Silna opcja profrancuska w Sztabie Głównym spowodowała, że jako nowy ciężki karabin maszynowy wybrano konstrukcję Hotchkissa, z tym, że w wariancie na nabój Mausera. Na przełomie 1924 i 1925 roku decyzją władz wojskowych zamówiono w przedsiębiorstwie Hotchkiss 1250 odpowiednio zmodyfikowanych karabinów. Następnie przyjęto je na wyposażenie Wojska Polskiego pod oznaczeniem ckm wz. 25. Wkrótce okazało się, że francuska modyfikacja jest niedokładna i karabiny charakteryzowały się słabą celnością, przegrzewającymi się lufami i często się zacinały.
Po zamachu majowym w roku 1926, opcja profrancuska w Sztabie Głównym mocno się osłabiła, co poskutkowało tym, że ostatecznie zrezygnowano z reklamowania karabinu maszynowego wz. 25. W roku 1927 wycofano karabiny wz. 25 z piechoty przekazując je artylerii, gdzie z broni maszynowej strzelano rzadziej. W piechocie w większości przypadków powrócono do karabinów maszynowych wz. 14 zasilanych amunicją francuską.

### Konkurs na nowy karabin maszynowy
Wraz z wycofaniem z piechoty karabinów maszynowych wz. 25 powrócił problem wymiany ciężkich karabinów maszynowych. Rozpoczęto kolejną procedurę konkursową na nowy karabin maszynowy, tym razem otwartą. Przewodniczącym komisji konkursowej, w skład której wchodzili polscy specjaliści od broni maszynowej (m.in. mjr dr Tadeusz Felsztyn i mjr Władysław Ostrowski) został gen. Włodzimierz Raczyński-Maxymowicz.
Konkurs rozpisano w grudniu 1927 roku w Warszawie, do udziału w konkursie zgłosiły się cztery przedsiębiorstwa zbrojeniowe:
- Colt z karabinem maszynowym Colt M1928 (nieznacznie zmodyfikowana, eksportowa wersja ckm Browning M1917A1),
- Vickers-Armstrong (jako europejski agent Colta) również z karabinem Colt M1928, jednak zasilanym amunicją niemiecką,
- Vickers-Armstrong z przerobionym na nabój niemiecki karabinem Vickers Mk I,
- Schwarzlose-Janeček z karabinem maszynowym Schwarzlose-Janeček vz.07/12/27 (czechosłowacka wersja karabinu Schwarzlose wz. 07/12 zasilana amunicją 7,92 × 57 mm Mauser),
- Hotchkiss z poprawionym karabinem wz. 25.

Po przeprowadzeniu wstępnych prób zwycięskimi konstrukcjami okazały się karabiny Browning, przed Hotchkissem i Schwarzlose-Janeček. Najgorzej wypadł Vickers Mk I. Druga faza konkursu odbyła się latem 1928 roku, zaproszono do niej jedynie Colta i Vickersa. Spowodowało to liczne skargi i noty dyplomatyczne ze strony francuskiej. Czesi porażkę przyjęli ze spokojem.
Po raz kolejny próby wygrały karabiny Browning, z tym że lepszy okazał się wariant w wersji oryginalnej. Nieco gorszy okazał się karabin Browning w wersji na nabój niemiecki dostarczony przez Vickersa. Zarówno osobiście, jak i przez swojego europejskiego agenta Colt za licencję produkcyjną żądał w zamian zamówienia u siebie minimum 3000 egzemplarzy serii pilotowej oraz 450 tysięcy dolarów, co przy ówczesnym kursie (1 USD – ok. 9 zł) kosztowałoby ponad 4 miliony złotych.
Sztab Główny był bardzo niechętny do kupowania broni za granicą, zwłaszcza po aferze przy kontrakcie na ręczne karabiny maszynowe wz. 28. Wtedy to belgijskie przedsiębiorstwo FN, działające jako agent Colta, oferowało licencję oraz dokumentację produkcyjną, fałszywie twierdząc, że nadesłane na konkurs egzemplarze broni pochodzą z produkcji seryjnej w Herstal. W rzeczywistości były to karabiny amerykańskie. Ponadto w chwili podpisywania umowy FN nie miała w ogóle praw do sprzedaży licencji. Sprawa się wydała, gdy Polska zamówiła 10 tysięcy karabinów z terminem dostawy za pół roku. Okazało się, że Belgowie nawet nie dokończyli jeszcze przewymiarowania dokumentacji z miar calowych na metryczne. Wobec tego termin odbioru opóźnił się niemal o dwa lata, nie chciano też wypłacić polskiej stronie należnych kar umownych.
Dlatego też niechętnie podchodzono do rozmów z europejskim agentem Colta. Jednakże znaleziono inne wyjście z tej sytuacji – inżynier Jan Skrzypiński, wicedyrektor Fabryki Karabinów odkrył, że patenty, na które powoływał się Colt, w Polsce zdążyły już wygasnąć. Wobec tego konstrukcja karabinu Browning nie była w Polsce prawnie chroniona. Po potwierdzeniu odkrycia Skrzypińskiego przez zespół prawników, podjęto decyzję o skopiowaniu karabinu Browning i szybkim rozpoczęciu jego produkcji w Polsce. Jan Skrzypiński za swoje odkrycie został nagrodzony premią w wysokości 65 000 złotych, co stanowiło ok. 1,5% wartości niezawartego kontraktu z Coltem.

### Opracowanie i produkcja ckm wz. 30

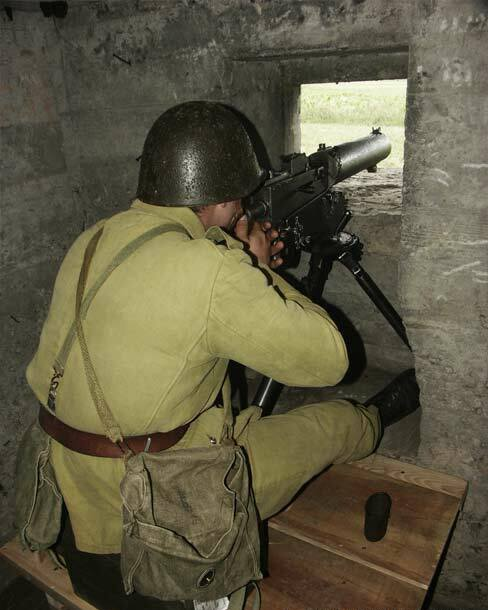
Ciężki karabin maszynowy wz.30 z podstawą piechoty wz. 34 wewnątrz schronu bojowego na ckm – tradytora jednostronnego na głównej pozycji obronnej Armii Łódź na Warcie (rekonstrukcja historyczna)

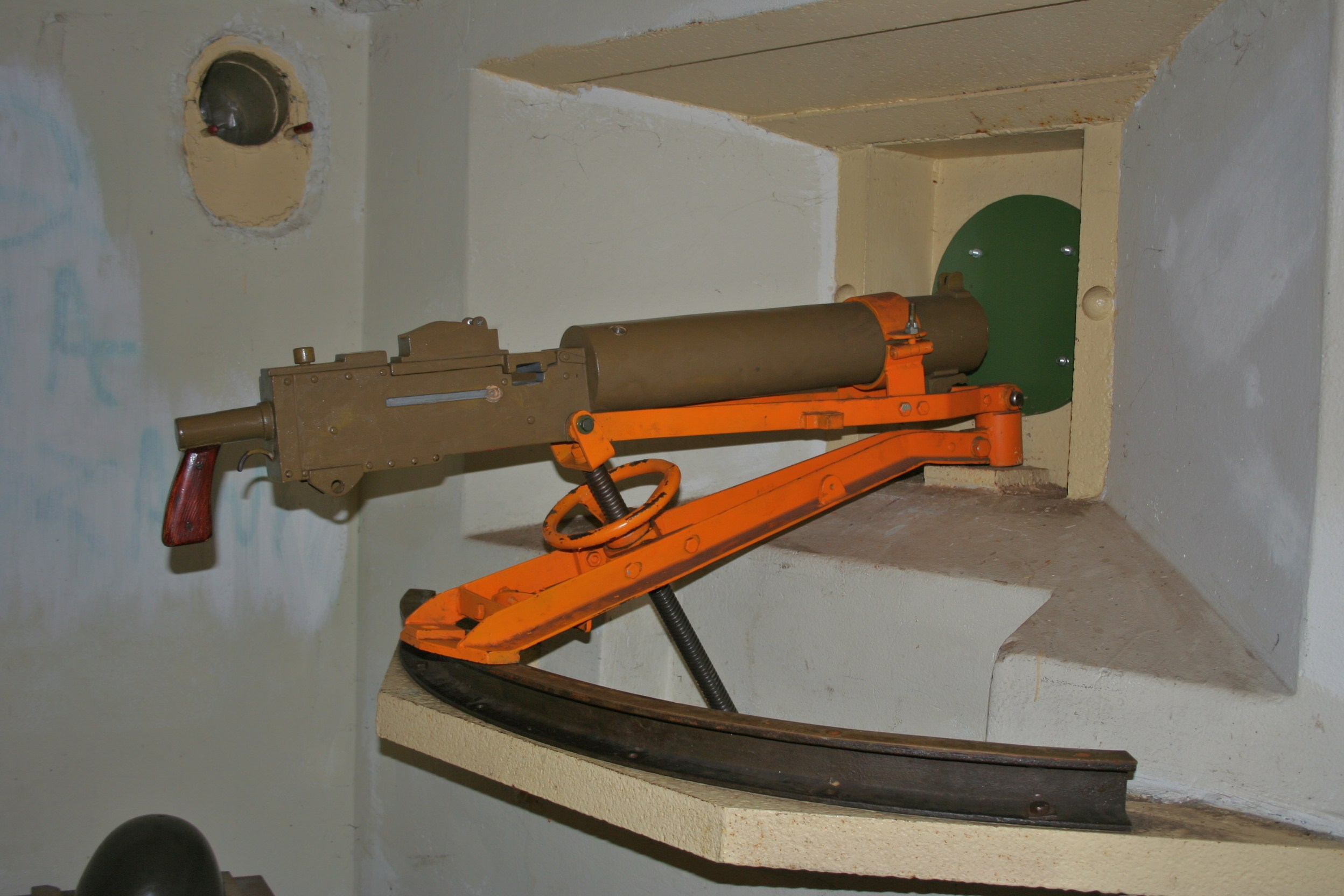
Ckm wz. 30 w schronie na podstawie szynowej

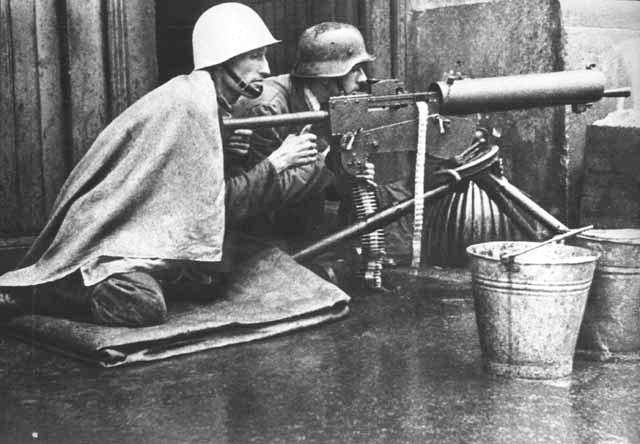
Powstanie Warszawskie: posterunek z ckm wz. 30 na ulicy Elektrycznej, na Powiślu

Na początku 1929 roku w warszawskiej Fabryce Karabinów Państwowych Wytwórni Uzbrojenia (PWU-FB) rozpoczęto prace nad tworzeniem dokumentacji produkcyjnej nowego ciężkiego karabinu maszynowego. Po wstępnym rozeznaniu, w kwietniu 1929 roku Fabryka Karabinów zameldowała Ministerstwu Spraw Wojskowych, że przy braku obciążenia innymi zamówieniami jest zdolna produkować ok. 5000 sztuk ckm-ów rocznie. Jednakże do uruchomienia produkcji niezbędne było przeprowadzenie dokładnych badań amerykańskich pierwowzorów i na ich bazie stworzenie dokumentacji w miarach metrycznych. Ważne było też wnikliwe przeanalizowanie konstrukcji pod kątem wpływu zastosowania nowego rodzaju amunicji. Właśnie tego ostatniego punktu zabrakło przy opracowywaniu karabinu maszynowego wz. 25.
Dwa pierwsze prototypowe karabiny ukończono w lecie 1930 roku. Następnie przeprowadzono z nimi próby w Centralnej Szkole Strzelniczej w Toruniu. Testy te wykazały poprawne działanie broni, jednakże niezbędne było jeszcze dopracowanie niektórych elementów (m.in. sprężyny pazura podajnika). Stwierdzono również, że broń jest za bardzo podatna na nierówne taśmowanie i polecono w późniejszej produkcji usunąć tę wadę. Ponadto przewidziano wprowadzenie w konstrukcji kilku zmian konstrukcyjnych, takich jak: wydłużenie lufy (zrównując ją z lufą Maxima wz. 08), zmiana chwytu pistoletowego na mocniejszy oraz zastosowanie innych przyrządów celowniczych. Celownik drabinkowy z przeziernikiem zastąpiono klasyczną muszką i szczerbinką umieszczoną na celowniku krzywkowym.
Do wiosny 1931 roku powstała pierwsza, informacyjna partia ckm-ów wz. 30 licząca 200 sztuk. Przetestowano je w wybranych jednostkach Wojska Polskiego podczas manewrów odbywających się latem 1931 roku. Zebrane podczas tego wydarzenia uwagi uwzględniono, i tak powstała ostateczna wersja seryjna, której produkcję rozpoczęto już w 1931 roku. Do grudnia wspomnianego roku powstało jeszcze 300 seryjnych ckm-ów wz. 30, z przeznaczeniem dla Wojska Polskiego.
Głównym odbiorcą ckm-ów wz. 30 było Wojsko Polskie, do którego w latach 1931–1939 dostarczono łącznie ok. 8400 egzemplarzy broni. Poza tym ckm-y wz. 30 eksportowano za granicę. Największym sukcesem eksportowym była sprzedaż w latach 30. XX wieku Republikańskiej Hiszpanii ponad 1700 sztuk ckm wz. 30. Ponadto ciężkie karabiny maszynowe wz. 30 często brały udział w zagranicznych konkursach na cekaemy, nierzadko pokonując oryginalne Browningi M1917. Niestety najczęściej PWU nie miało środków na kredytowanie takich transakcji i kontrakty przejmowały konkurencyjne przedsiębiorstwa. W roku 1938 Państwowa Wytwórnia Uzbrojenia otrzymała duże zamówienie eksportowe bez konieczności kredytowania. Nabywcą była Turcja, która zamówiła 500 zmodyfikowanych ckm-ów wz. 30/39T. Kontrakt ten do wybuchu wojny prawdopodobnie w pewnym stopniu zrealizowano.
Cena jednostkowa kompletu, na który składał się karabin, podstawa, przybornik, wodnik, skrzynki taśmowe i wąż parowy zmieniała się w miarę rozwoju produkcji. Podczas wykonywania pierwszego kontraktu, wynosiła ona 4076,65 zł za komplet. W roku 1938 cena ta była sporo niższa – wynosiła tylko 2102,05 zł za komplet.

### Ckm wz. 30a
Podczas użytkowania ckm-u wz. 30 objawiła się pewna niedoskonałość. Cienki grot masywnej iglicy miał tendencję do łamania się. Dlatego też w przyborniku znajdowały się aż trzy zapasowe iglice. Jednakże wymiana iglicy była bardzo skomplikowana – wymagała m.in. rozłożenia zamka.
Z tego powodu pod koniec lat 30. XX wieku rozpoczęto prace nad zmodernizowaną wersją karabinu maszynowego wz. 30. Zmiany objęły wyposażenie iglic w wymienne groty, zastosowanie tylca nowego typu, zmodyfikowanego suwadła i trzonu zamkowego. Do wybuchu wojny powstało ok. 150 egzemplarzy próbnych karabinu, oznaczonego jako ckm wz. 30a.
Ponadto wariantem rozwojowym ckm wz. 30a, miała być broń nazwana k.m.k.s (karabin maszynowy kompanii strzeleckiej). Nowy karabin miał być chłodzony powietrzem, planowano też zastosowanie nowego chwytu ze spustem zawieszonym na osi oraz skrzydełkowego bezpiecznika na wzór tych używanych w lotniczych karabinach wz. 37.

## Opis konstrukcji
Ciężki karabin maszynowy wz. 30 był modyfikacją amerykańskiego Browninga M1917A1. Do najważniejszych zmian konstrukcyjnych należało:
- przystosowanie broni do amunicji 7,9 mm Mauser (polskiej produkcji),
- zastosowanie celownika szczerbinkowego typu krzywiznowego zamiast celownika przeziernikowego.
- dostosowanie karabinu do strzelania przeciwlotniczego przez dodanie wspornika do celownika kątomierza, wspornika do osadzenia muszki kołowej wz. 1929 oraz kolby przeciwlotniczej,
- wydłużenie chwytu tylca na całą dłoń,
- zwiększenie długości lufy i chłodnicy,
- zastosowanie wlewnika i sprzęgła węża parowego nowej konstrukcji,
- poprawienie konstrukcji zatrzasku lufy,
- zastosowanie lżejszego trzonu zamkowego,
- wprowadzenie taśmy parcianej o większej pojemności (330 nab. zamiast 250),
- zastosowanie nowej podstawy[8].

Ckm wz. 30 był bronią automatyczną działającą na zasadzie wykorzystania krótkiego odrzutu lufy, z klinowym ryglem i dźwigniowo-krzywkowym przyspiesznikiem. Strzelanie odbywało się z zamka zamkniętego, co miało tę zaletę, że broń była celniejsza. Jednakże utrudniało to chłodzenie karabinu. Długość całkowita karabinu, bez kolby przeciwlotniczej wynosiła 1200 mm, zaś masa własna – 13,6 kg.
Lufa ckm-u wz. 30 miała długość 720 mm i przechodziła przez chłodnicę, w której mieściły się 3 litry wody. Z tyłu lufa wkręcona była w suwadło (prowadzące zamek), które podczas strzelania poruszało się wraz z nią. Ponadto zakończona była tłumikiem płomieni. Lufa była wymienna, przy czym procedura jej wymiany była szybsza niż w Maximie, ale dalej wymagała demontażu karabinu.
Ckm wz. 30 zasilany był z taśmy ciągłej, parcianej, bez wzmocnień metalowych. Mieściła ona 330 nabojów (oryginalny Browning tylko 250). Taśma obejmowała środkową część naboju (szyjkę, ramię i górną część korpusu łuski).
Według przyjętych w Wojsku Polskim norm jednostka ognia (JO) dla jednego ckm-u wz. 30 wynosiła 2000 nabojów, w tym 1766 nabojów z pociskiem zwykłym ciężkim S.C., 34 nabojów z pociskiem przeciwpancerno-smugowym P.S oraz 200 nabojów z pociskiem przeciwpancernym P.

### Podstawy

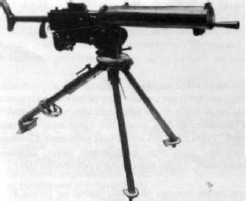
Ckm wz. 30 z kolbą przeciwlotniczą na podstawie wz. 30

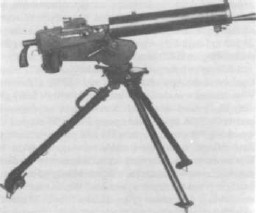
Ckm wz. 30 na podstawie wz. 34

Wraz z ciężkim karabinem maszynowym wz. 30 wykorzystywano trzy podstawy: wz. 30, wz. 34 i wz. 36. Oryginalna amerykańska podstawa do karabinu M1917A1 miała trzy nogi równej długości, dzięki czemu można było ją ułożyć w dowolnym kierunku, korzystając z obrotnicy w zakresie 360°. Jednak w Polsce postanowiono, że podstawa ckm-u wz. 30 powinna być dostosowana do prowadzenia ognia przeciwlotniczego. W tym celu zalecono, by podstawa była zaopatrzona w odpowiedni maszt przechowywany w jednej z podpór.
Konkurs na polską podstawę do ckm-u wz. 30 rozpisano w roku 1930. Wobec podstawy postawiono wymagania: masa nie większa niż 30 kg, dostateczna sztywność pozwalająca prowadzić ostrzał okrężny, konstrukcja pozwalająca na szybki montaż i demontaż broni oraz dostosowanie podstawy do prowadzenia ognia przeciwlotniczego. Konkurs wygrała podstawa konstrukcji mjr. Skotnickiego z rusznikarni warszawskiej Zbrojowni Nr 2. Przyjęto ją na wyposażenie pod oznaczeniem wz. 30. Konstrukcja podstawy umożliwiła prowadzenie ostrzału w płaszczyźnie poziomej 360°, zaś w płaszczyźnie pionowej – od -38° do 40°. Kąt zaklinowania nóg podstawy był regulowany – powodowało to zmianę wysokości podstawy w położeniu do strzelań naziemnym od 380 do 880 mm. Z kolei umożliwiało to prowadzenie ognia zarówno z postawy leżącej, jak i klęczącej. Do strzelań przeciwlotniczych karabin był odłączany od dźwigara, zaś z wnętrza tylnej nogi wyciągało się maszt przeciwlotniczy. Następnie był on wkładany do otworu osady dźwigara i na jego końcu mocowane było widełkowate jarzmo trzpieniem łączącym. W roku 1936 na stanie Wojska Polskiego znajdowało się 3434 egzemplarze podstawy wz. 30.
W tym samym roku na wyposażenie Wojska Polskiego przyjęto podstawę zmodernizowaną wz. 34. Była ona lżejsza (26,3 kg), bardziej wytrzymała, jednakże pionowy kąt ostrzału był nieco mniejszy i wynosił od -34° do +35°. W tylnej nodze dodano też uchwyt do przenoszenia. Do 1938 roku Wojsko Polskie otrzymało 3980 podstaw wz. 34.
Dla potrzeb kawalerii opracowano trzecią podstawę oznaczoną jako wz. 36. Była ona rozwinięciem podstawy kawaleryjskiej PWU PC-33 objętej patentem nr 18258 z 1933 roku. Właścicielem wynalazku był inż. Zygmunt Krotkiewski z Huty Borek, od którego następnie PWU odkupiła prawo własności. Podstawa kawaleryjska wz. 36 była również trójnożna, ale bez klasycznego dźwigara. Jego rolę pełniła leżąca pod lufą obudowa sprężynowego amortyzatora odrzutu, będąca jednocześnie integralnym masztem przeciwlotniczym. Zastosowanie amortyzacji pozwoliło na ustabilizowanie podstawy przy strzelaniu mimo jej mniejszej masy (17 kg). Ponadto podstawę zaopatrzono w automat pogłębiania ognia. W położeniu do strzelania do celów naziemnych wysokość karabinu można było regulować od 370 do 838 mm. Według stanu na 1 sierpnia 1938 roku w jednostkach Wojska Polskiego, bądź też w zamówieniach, znajdowało się 1100 podstaw kawaleryjskich wz. 36.

## Użytkownicy i zastosowanie bojowe
Głównym użytkownikiem ckm-ów wz. 30 było Wojsko Polskie. Oprócz 200 egzemplarzy serii informacyjnej, dostarczono do marca 1939 przynajmniej 8401 seryjnych ckm-ów, a przed wybuchem wojny wojsko prawdopodobnie odebrało jeszcze kilkaset sztuk. Poza tym broń eksportowano w znacznej ilości do republikańskiej Hiszpanii (ponad 1700) i prawdopodobnie do Turcji. W wyniku kampanii wrześniowej pewną liczbę ckm-ów wz. 30 przejęli także Niemcy.

### Ckm wz. 30 w Wojsku Polskim

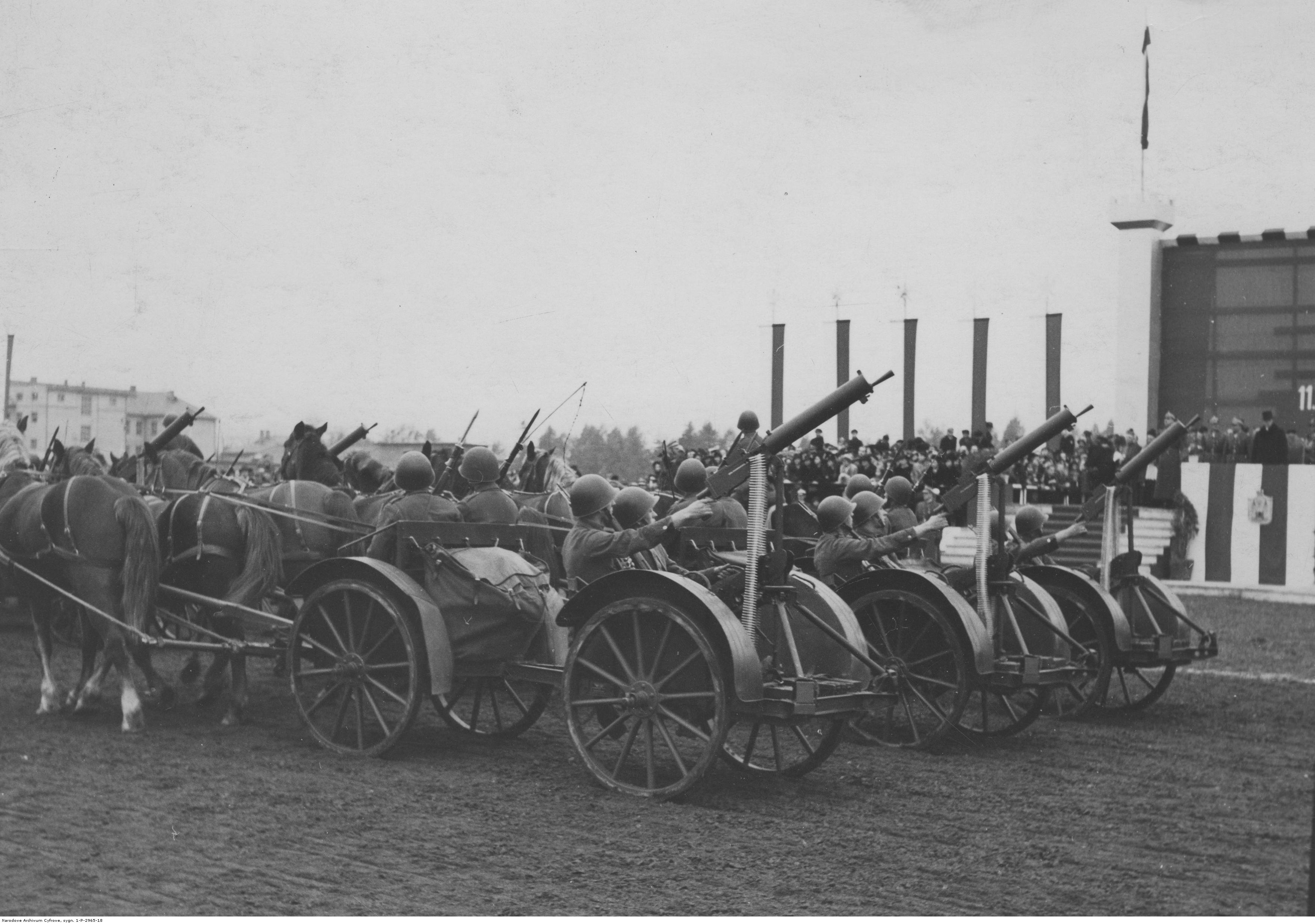
Ckm-y wz. 30 na taczankach w pozycji do strzelania przeciwlotniczego

Ckm-y wz. 30 znajdowały się na wyposażeniu polskiej piechoty, kawalerii oraz jednostek pancerno-motorowych. Ponadto znajdowały się one jako uzbrojenie w obiektach fortyfikacyjnych m.in. na Górnym Śląsku. Ckm-y wz. 30 umieszczano w fortyfikacjach na podstawach wz. 30, wz. 34 lub na podstawach szynowych. Poza tym karabiny po osadzeniu na specjalnych podstawach fortecznych umieszczano w kopułach lub półkopułach pancernych. Ckm-y wz. 30 wykorzystywano także jako uzbrojenie w polskich czołgach, m.in. w 7TP.
W piechocie Wojska Polskiego uzbrojenie w postaci ciężkich karabinów maszynowych znajdowały się dopiero od szczebla batalionu, w którego skład wchodziła kompania karabinów maszynowych i broni towarzyszących. Zadaniem tego oddziału było wspieranie ogniem trzech liniowych kompanii piechoty. Struktura organizacyjna kompanii karabinów maszynowych i broni towarzyszących (etat nr 12: cztery plutony karabinów maszynowych i jeden pluton moździerzy) pozwalała na przydzielenie każdej kompanii piechoty jednego plutonu ciężkich karabinów maszynowych, czwarty pluton zapewniał obronę przeciwlotniczą (przewożony na taczankach wz. 34), zaś pluton moździerzy zawsze podlegał dowództwu batalionu. W roku 1939 podstawowym typem ciężkiego karabinu maszynowego znajdującego się na uzbrojeniu plutonów karabinów maszynowych był właśnie ckm wz. 30 na podstawie wz. 30 lub wz. 34. Jednostki, dla których nie starczyło ckm-ów wz. 30 uzbrajano w starsze Maximy wz. 08 na podstawach saneczkowych lub w Maximy wz.10/28. W piechocie do transportu ckm-ów wz. 30 używano biedek pod ckm wz. 33 lub taczanek wz. 34.

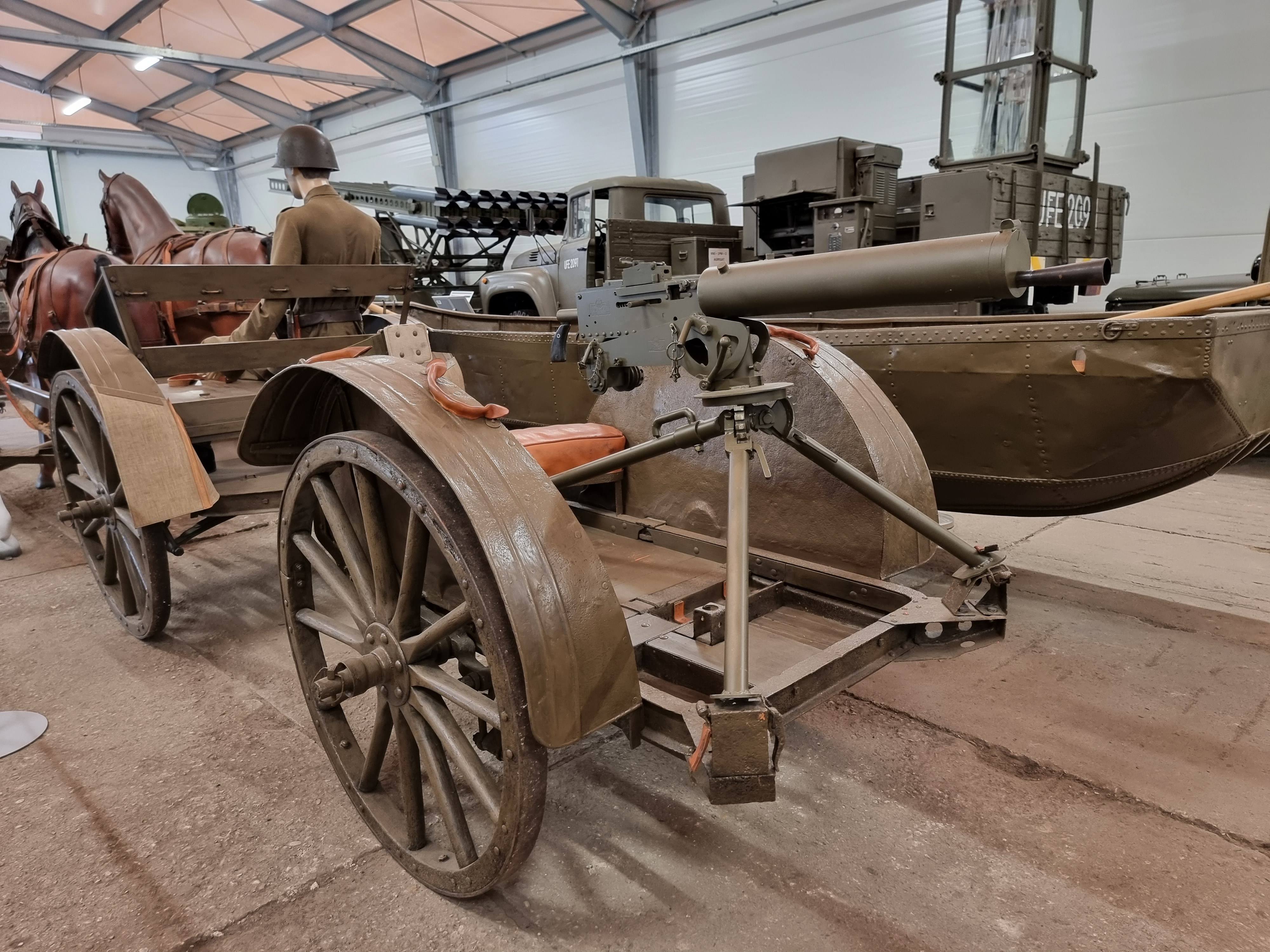
Polski karabin maszynowy wz. 30 na taczance wz. 36 na ekspozycji w Parku Militarnym Muzeum Wojska w Białymstoku

Ckm-y wz. 30 znalazły się też na uzbrojeniu polskiej kawalerii. W każdym pułku kawalerii znajdował się jeden szwadron ckm-ów. Składał się on z dowództwa, drużyny gospodarczej, taboru bojowego oraz trzech plutonów po 4 ckm-y każdy. W dwóch plutonach ckm-y wz. 30 transportowano na taczankach wz. 36, w trzecim zaś na rzędach jucznych wz. 36. Poza szwadronami w pułkach kawalerii przewidywano mobilizację jedenastu samodzielnych plutonów ckm, gdzie karabiny maszynowe transportowano na taczankach wz. 36. Miały one zostać przydzielone brygadom kawalerii.
Początkowo ciężki karabin maszynowy wz. 30 miał być też podstawowym uzbrojeniem tankietek TKW oraz TKS. W przypadku tankietki TKW z powodu niedoskonałości konstrukcji, stwierdzonej podczas prób z prototypem, prace nad nią przerwano w połowie lat 30. XX wieku. Inaczej sprawa wyglądała w przypadku tankietek TKS, które trafiły do wyposażenia Wojska Polskiego. Pierwsze prototypy TKS były uzbrajane w ckm-y wz. 30, ponieważ miał to być podstawowy cekaem Wojska Polskiego. Jednakże 12 lipca 1933 Szef Sztabu Głównego, generał Gąsiorowski, nie zgodził się na uzbrojenie w tę broń seryjnych tankietek TKS. W uzasadnieniu zaznaczono, że pilniejsze jest przezbrojenie w nowy karabin piechoty. Ostatecznie tankietki TKS uzbrojono w stare ckm-y wz. 25 Hotchkiss.
Jednak ostatecznie ckm-y wz. 30 znalazły się na wyposażeniu polskich pojazdów pancernych. We wrześniu 1939 były to 7TP (zarówno w wersji dwuwieżowej, jak i jednowieżowej) oraz Vickers E (wariant dwuwieżowy oraz jednowieżowy). W ckm wz. 30 miał być uzbrojony także nowy czołg 10TP.

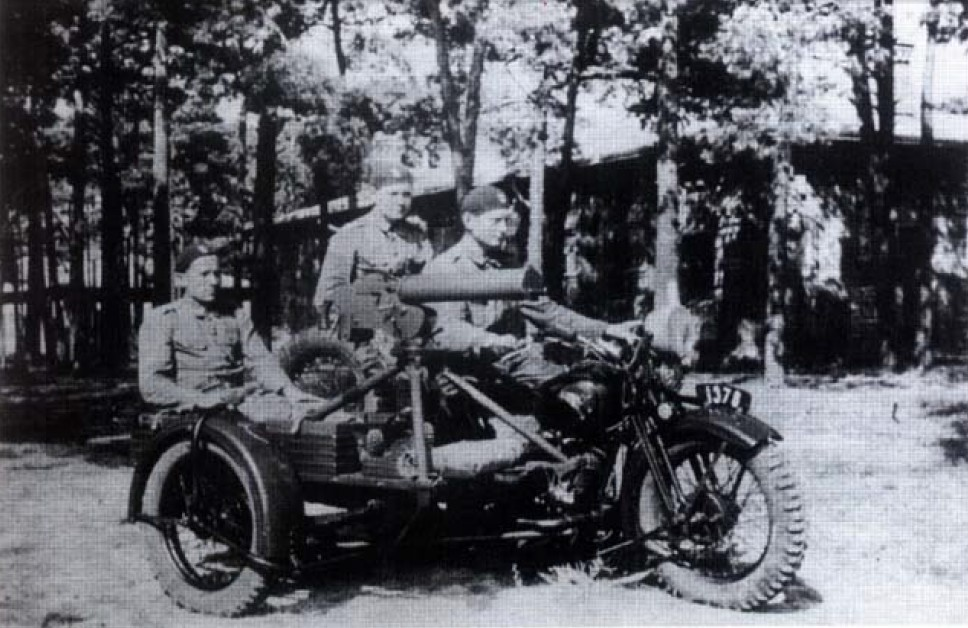
CWS M111 z ckm-em wz. 30

W Wojsku Polskim prowadzono też próby uzbrojenia w ckm-y wz. 30 motocykli oraz samochodów. W roku 1934 w Wojskowym Instytucie Badań Inżynierii dla motocykla CWS M111 skonstruowano specjalną przyczepkę pod karabin wz. 30. Motocykl z tą przyczepką testowany był następnie w 3. Batalionie Strzelców (oddział manewrowy Centrum Wyszkolenia Piechoty), gdzie podczas prób ujawniły się błędy konstrukcyjne wymagające poprawki. Po ich uwzględnieniu w roku 1936 poprawiony motocykl ponownie skierowano do 3. Batalionu, zlecono też na jego podstawie budowę kolejnych ośmiu motocykli z ckm oraz ośmiu amunicyjnych (na 6020 naboi). Ostatecznie zrezygnowano z budowy większej liczby tak uzbrojonych motocykli. Motocykl z ckm był mocno przeciążony (o prawie 100 kg), co skutkowało tym, że był wolniejszy (po prostu nie nadążał za innymi motocyklami), trudniejszy w manewrowaniu i miał gorsze właściwości terenowe. Ponadto skuteczny ogień można było prowadzić tylko po zdjęciu ckm-u z przyczepki i okopaniu się. Strzelanie w czasie jazdy było w zasadzie marnowaniem amunicji, zaś strzelanie podczas postoju narażało załogę na ogień przeciwnika. Ostatecznie zamiast tego zdecydowano się na uzbrajanie motocykli w lżejsze karabiny maszynowe wz. 28.
Ponadto do przewozu ckm-ów wz. 30 eksperymentalnie przystosowano ciężarówki Ursus (po zamontowaniu wysięgników z uchwytem do mocowania karabinów jako broni przeciwlotniczej do obrony transportów wojskowych) oraz samochody Polski Fiat 508/518 w specjalnym wariancie (ckm montowano tyłem do kierunku jazdy tak jak w taczankach).
Po zakończeniu kampanii wrześniowej część karabinów maszynowych wz. 30 trafiła na wyposażenie oddziałów partyzanckich. Karabinów wz. 30 używano też podczas powstania warszawskiego.

### Ckm wz. 30 w Hiszpanii

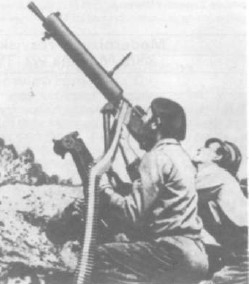
Użycie ckm-u wz. 30 do zwalczania celów powietrznych podczas wojny domowej w Hiszpanii

Republikańska Hiszpania była największym użytkownikiem eksportowym ciężkich karabinów maszynowych wz. 30. W latach 30. XX wieku państwowa spółka eksportu broni SEPEWE wysłała ponad 1700 ckm-ów wz. 30 dla republikańskiej Hiszpanii, płatność była w złocie, zawczasu wywiezionym z ZSRR. Karabiny te wykorzystywała także strona frankistów (egzemplarze zdobyte na republikanach).
Ckm wz. 30 był w Hiszpanii popularnym karabinem maszynowym, trafił nawet do filmów o tej tematyce (np. „Ziemia i wolność” z 1995 roku).

### Ckm wz. 30 w Wehrmachcie

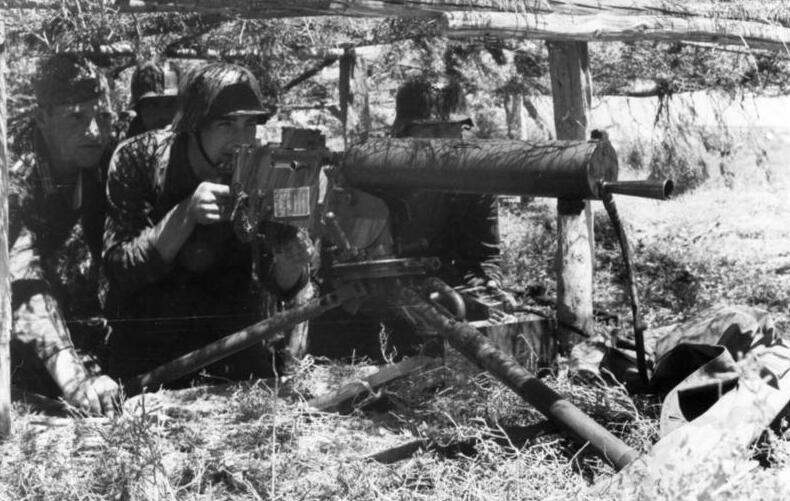
Żołnierze niemieccy z ckm-em wz. 30. Francja, rok 1943.

W czasie kampanii wrześniowej Niemcy przejęli pewną liczbę ciężkich karabinów maszynowych wz. 30. Następnie włączono je do wyposażenia Wehrmachtu pod oznaczeniem 7,9 mm sMG 30(p) bądź 7,9 mm sMG 249(p). Broń tą wykorzystywano w działaniach antypartyzanckich oraz w jednostkach tyłowych.